# Лампоро
Лампоро (італ. Lamporo, п'єм. Lampeu) — муніципалітет в Італії, у регіоні П'ємонт, провінція Верчеллі.
Лампоро розташоване на відстані близько 520 км на північний захід від Рима, 37 км на північний схід від Турина, 27 км на захід від Верчеллі.
Населення — 539 осіб (2014).

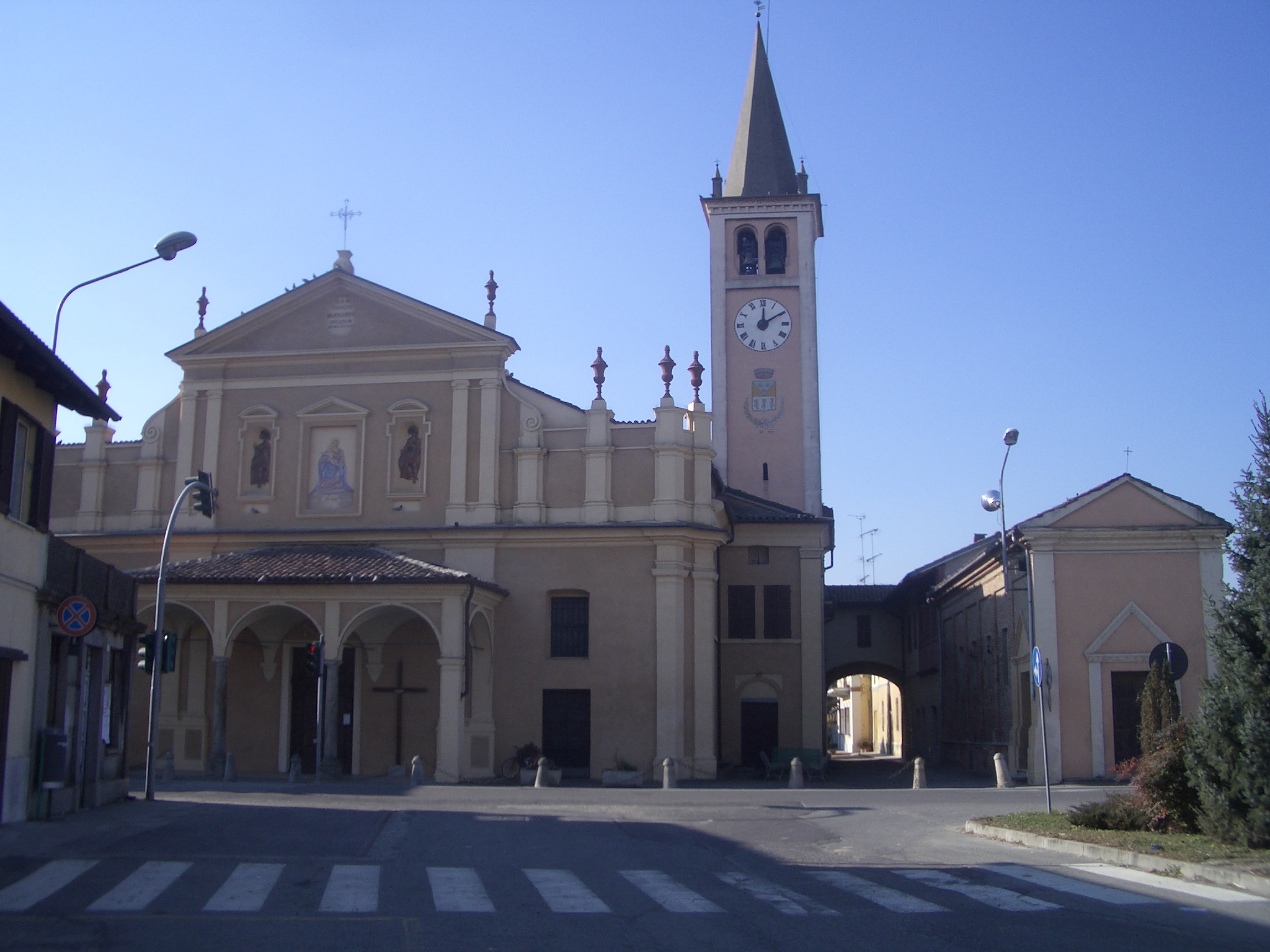

Щорічний фестиваль відбувається 15 червня. Покровитель — San Bernardo di Mentone.

## Демографія
Населення за роками:

Станом на 1 січня 2023 року в муніципалітеті офіційно проживав 21 іноземець з 6 країн, серед них 16 громадян країн Євросоюзу та 2 громадяни України.

## Сусідні муніципалітети
- Крешентіно
- Ліворно-Феррарис
- Салуджа